# Drapetisca socialis
Drapetisca socialis Sundevall, 1833 è un ragno appartenente alla famiglia Linyphiidae.

## Distribuzione
La specie è stata rinvenuta in diverse località della regione paleartica

## Tassonomia
Non sono stati esaminati esemplari di questa specie dal 2013
Attualmente, a dicembre 2013, non sono note sottospecie